# Mouvement 969
Le mouvement 969 est un mouvement politique bouddhiste nationaliste et islamophobe,, créé en Birmanie en 1999 par un certain Kyaw Lwin, puis dirigé par le moine bouddhiste extrémiste Ashin Wirathu, surnommé le « ben Laden birman ».
Considérant l'islam comme une menace pour la Birmanie, très majoritairement bouddhiste, le mouvement s'en prend à la communauté musulmane et particulièrement à la minorité rohingya, afin de « protéger l’identité bouddhiste ». Les musulmans comptent pour moins de 5 % de la population birmane.
Le mouvement Ma Ba Tha serait issu du mouvement 969 et aurait pour finalité une action davantage politique.

## Émeutes en 2013
Le mouvement est à l'origine d'émeutes ayant provoqué des incendies de mosquées, d'écoles et de magasins,. Plus de quarante personnes ont été tuées fin mars 2013 à Meiktila. À la suite de ces troubles, le dirigeant du mouvement, Ashin Wirathu, a déclaré à l'AFP qu'il n'était pas contre tous les musulmans et que son mouvement n'était pas à l'origine des émeutes ; il a ajouté que la cible du mouvement était les Bengalis qui terrorisent les Arakanais bouddhistes. Début avril 2013, d’autres émeutes ont eu lieu dans la région de Bago, après la visite de moines du mouvement prêchant l’idéologie 969.

## Réactions internationales
Les violences perpétrées par les bouddhistes birmans sont désapprouvées par le 14e dalaï-lama qui a écrit à Aung San Suu Kyi en août 2012 une lettre où il dit être « profondément attristé » et rester « très préoccupé » par les violences infligées aux musulmans en Birmanie. Le 28 mai 2015, il l'appelle à nouveau à agir en tant que prix Nobel de la paix, remarquant qu'il ne « suffit pas » d’envisager d'aider les Rohingyas et notant un manque de compassion altruiste,.

## Signification de969
Originellement, ces trois chiffres représentent les 24 attributs des trois joyaux du bouddhisme : les 9 attributs du Bouddha, les 6 du Dharma et les 9 du Sangha. Depuis que ces trois chiffres ont été instrumentalisés sous forme du slogan, « Acheter 969 », c'est-à-dire acheter bouddhiste, ils sont devenus une incitation à boycotter les commerçants musulmans.
Le nombre 969 correspond également à l'opposé cosmologique de « 786 » qui signifie pour les musulmans : « Au nom d'Allah le Clément le Miséricordieux ».